# Національний парк Пурнулулу
Національний парк Пурнулулу (англ. Purnululu National Park) — національний парк в австралійському штаті Західна Австралія. Заснований у 1987 році, а у 2003 році включений до списку об'єктів Світової спадщини ЮНЕСКО. У перекладі з однієї з мов австралійських аборигенів «Пурнулулу» означає «пісковик».

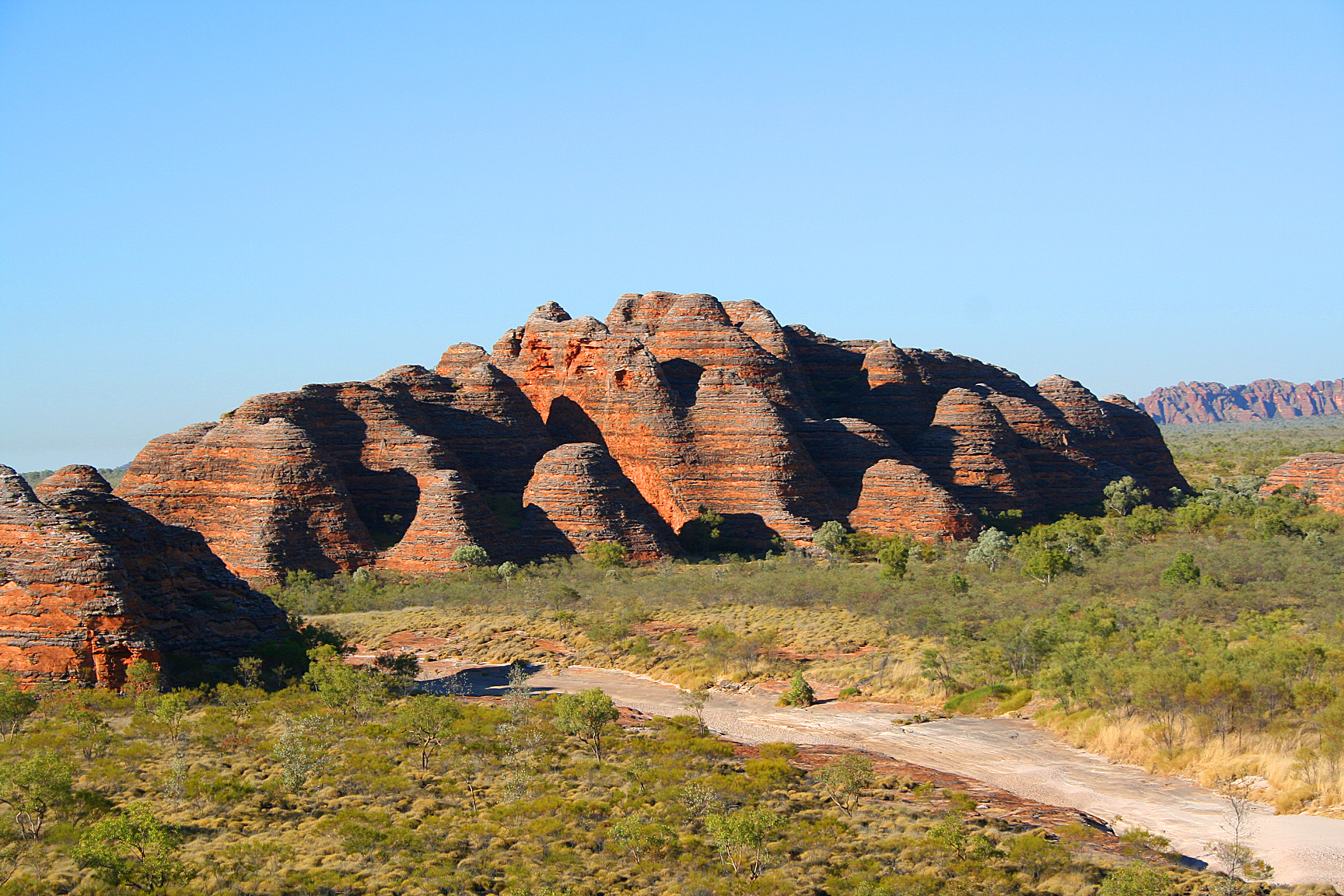
Утворення з пісковику на території парку

## Опис
Національний парк розкинувся на площі в 239 723 га на території північно-східної частини Західної Австралії на плато Кімберлі. Площа резервного фонду парку (англ. Purnululu Conservation Reserve) становить 79 602 га. Найближчими містами є Кунунурра за 300 км на північ і Голлз-Крик на півдні. Рельєф парку украй різноманітний і представлений чотирма основними екосистемами: гірським ланцюгом Бангл-Бангл (англ. Bungle Bungle Range, площа — близько 45 тис. га), який є сильно розітнутим плато з численними формаціями, що утворилися з девонського пісковику; обширними піщаними рівнинами, що оточують Бангл-Бангл; трав'янистою рівниною річки Орд, розташованої у східній і південній частині парку; вапняковими скелями на заході і сході національного парку.

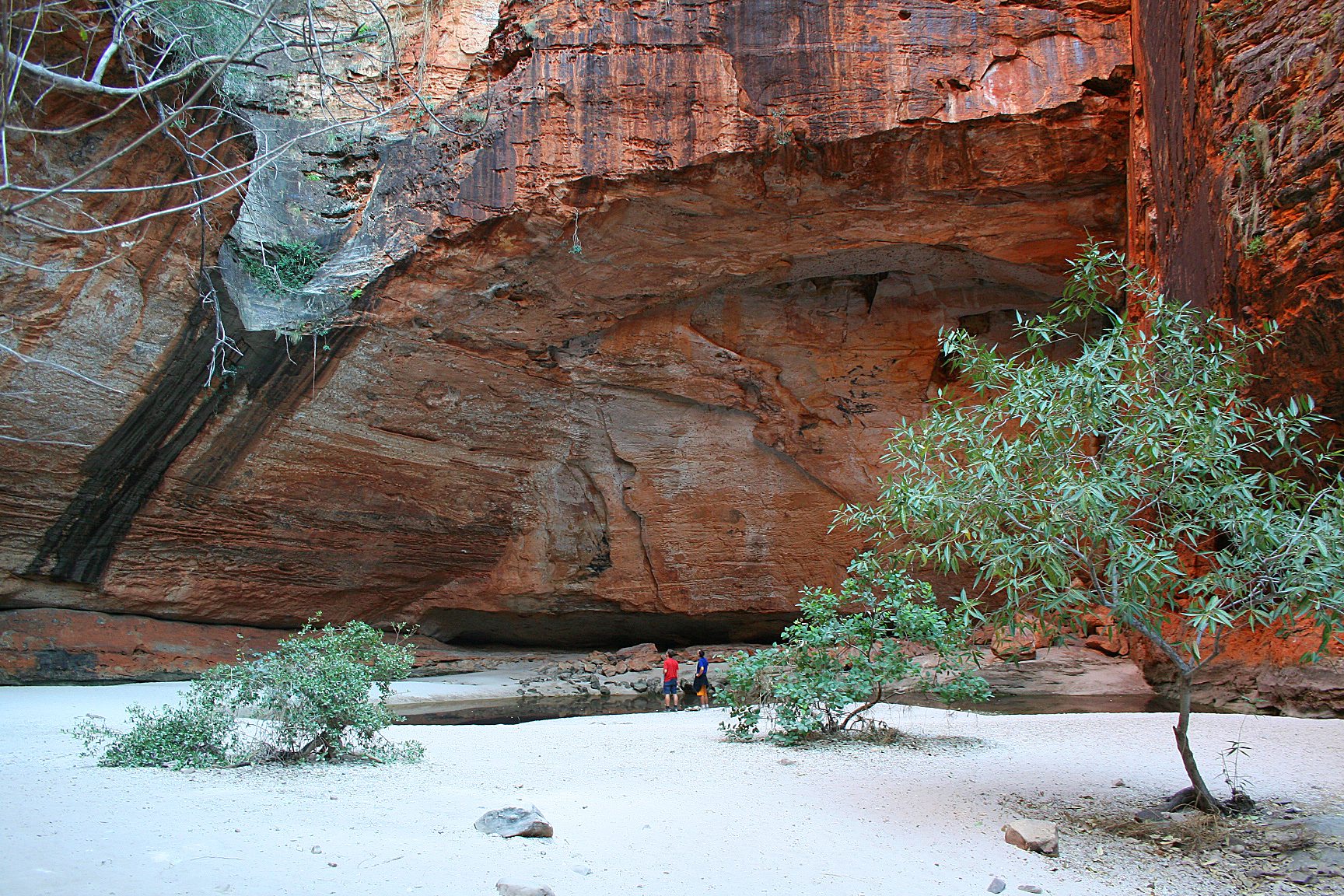
Ущелина на території парку

Головною визначною пам'яткою парку є гірські утворення хребта Бангл-Бангл, які в результаті ерозії впродовж 20 мільйонів років утворили конуси, що нагадують формою вулики. Ці утворення мають багатошарову структуру: яскраво-помаранчевий пісковик чергується з темними смугами, що сягають завширшки кілька метрів і товщини в кілька міліметрів. Усі вони сформовані з ціанобактерій (синьо-зелених водоростей), майже ідентичних до якнайдавніших живих організмів Землі. Яскраво-оранжеві смуги пісковику, на відміну від темних смуг, мають низьку водопроникність під час сезону дощів і оберігають утворення від швидкої ерозії. Крім того, вони містять оксиди заліза і марганцю, які додають цим смугам їх яскравий відтінок. Карстові утворення на території національного парку мають важливе наукове значення, оскільки є яскравою демонстрацією процесу утворення конусоподібних карстових формацій з пісковику (геоморфологічне явище, мало досліджене досі).

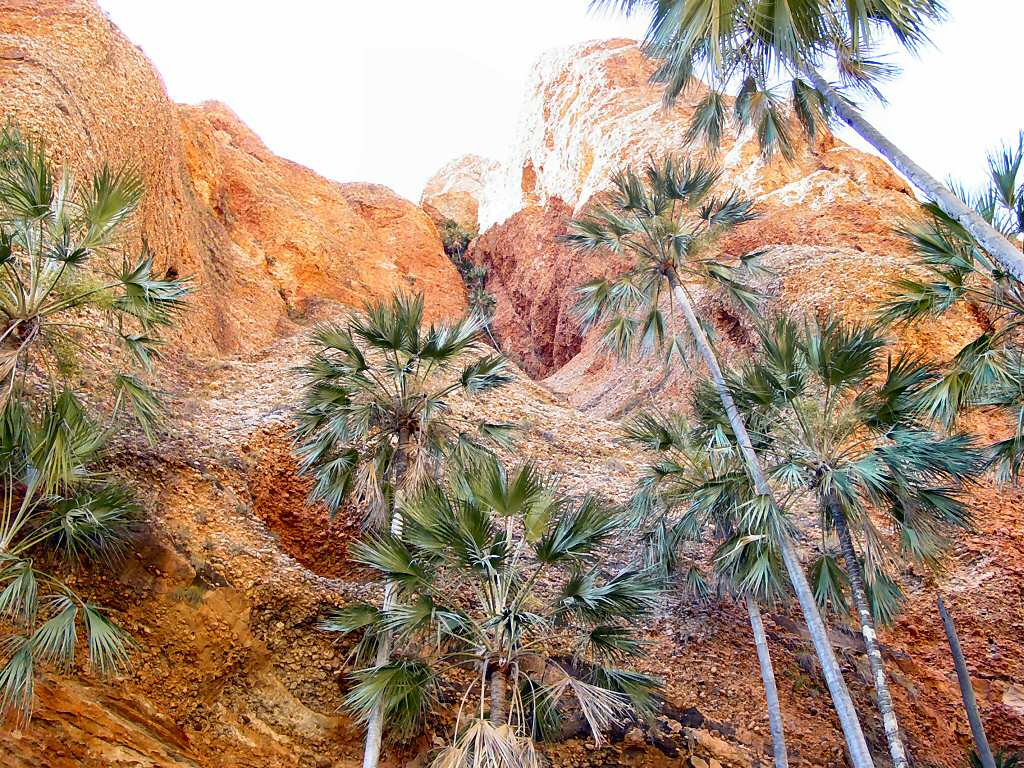
Пальми в парку

## Клімат
Національний парк розташований в зоні між районами посушливого пустельного клімату Центральної Австралії і мусонного саванного клімату Північної Австралії. Тут чітко виділяються два сезони року: жарке і вологе літо, яке триває з листопада до березня (середня максимальна температура в жовтні становить близько 38,3 °C), і довга посушлива зима з квітня по жовтень (середня максимальна температура в липні сягає 29,1 °C,). Середньорічна кількість опадів в регіоні коливається близько 600 мм.

## Флора і фауна
Флора і фауна Національного парку Пурнулулу має ряд своїх особливостей. Тут ростуть і мешкають види, що відносяться до двох різних екосистем: північних тропічних саван і материкових посушливих пустель. Із рослинності переважають рідколісся і лука з спініфексу із численним евкаліптами, акаціями і гревілеями. Крім того, тут трапляються папороті, орхідеї, пальми. В цілому, на території парку зареєстровано 653 видів рослин, 13 з яких є реліктами. Фауна регіону представлена 41 видом ссавців, 149 видами птахів, 81 видом плазунів, 12 видами жаб і 15 видами риб.

## Історія
Дуже тривалий час територія сучасного національного парку була мало вивчена європейцями, хоча для австралійських аборигенів вона мала важливе господарське і культурне значення: на території парку виявлено близько 200 наскельних малюнків і поховань. Багато в чому завдяки низькій зацікавленості європейських колонізаторів тут не були знищені корінні жителі, які зараз представлені двома групами племен австралійських аборигенів. Хоча, в цілому, аборигени згодом сильно постраждали від завезених хвороб, вогнепальної зброї і руйнування екосистеми. Перші скотарі з'явилися в цьому районі тільки в 1884 році, а гірські формації хребта Бангл-Бангл, що нагадують формою вулики, були відкриті білим населенням Австралії тільки в 1982 році, коли над ними пролетів літак з групою кінорежисерів.